# Chrysophyllum boivinianum
Chrysophyllum boivinianum là một loài thực vật có hoa trong họ Hồng xiêm. Loài này được (Pierre) Baehni mô tả khoa học đầu tiên năm 1965.